# 佐波郡

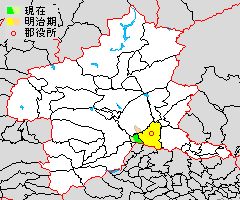
群馬県佐波郡の範囲（緑：玉村町 薄緑：後に他郡から編入した区域 薄黄：後に他郡に編入された区域）

佐波郡（さわぐん）は、群馬県南部の郡。
人口35,257人、面積25.78km²、人口密度1,368人/km²。（2025年2月1日、推計人口）。
次の1町を含む。
- 玉村町（たまむらまち）

## 郡域
1896年（明治29年）に発足した当時の郡域は、現在の行政区画では概ね以下の区域に相当する。
- 前橋市（山王町、西善町、中内町、東善町および山王町一・二丁目の一部）
- 伊勢崎市（境上矢島、境西今井、境三ッ木、境女塚、境米岡、境平塚、境東、境栄、境新栄および境美原の一部を除く）
- 玉村町（大字八幡原、宇貫、板井を除く）

上記の例外となっている地域は、後に当郡の所属となっている。

## 歴史
- 明治29年（1896年）
  - 4月1日 - 郡制の施行のため、佐位郡・那波郡の区域をもって発足。両郡から1文字ずつ取って命名。以下の町村が所属。（3町13村）
    - 旧・佐位郡（2町9村） - 伊勢崎町、三郷村、赤堀村、東村、殖蓮村、茂呂村、采女村、剛志村、境町、島村（現・伊勢崎市）
    - 旧・那波郡（1町4村）- 豊受村、名和村、宮郷村（現・伊勢崎市）、玉村町、芝根村（現・玉村町）、上陽村（現・前橋市、玉村町）

  - 7月15日 - 郡制を施行。
- 大正12年（1923年）4月1日 - 郡会が廃止。郡役所は存続。
- 大正15年（1926年）7月1日 - 郡役所が廃止。以降は地域区分名称となる。
- 昭和15年（1940年）9月13日 - 伊勢崎町・殖蓮村・茂呂村が合併して伊勢崎市が発足し、郡より離脱。（2町11村）
- 昭和17年（1942年）7月1日 - 「佐波地方事務所」が伊勢崎市に設置され、本郡を管轄。
- 昭和30年（1955年）
  - 1月10日 - 三郷村が伊勢崎市に編入。（2町10村）
  - 3月1日 - 境町・采女村・剛志村・島村が合併し、改めて境町が発足。（2町7村）
  - 3月25日 - 豊受村・名和村・宮郷村が伊勢崎市に編入。（2町4村）
  - 4月20日 - 玉村町・芝根村が合併し、改めて玉村町が発足。（2町3村）
- 昭和32年（1957年）
  - 8月1日 - 玉村町・上陽村および群馬郡群南村の一部（大字宇貫および八幡原の一部）が合併し、改めて玉村町が発足。（2町2村）
  - 10月15日 - 玉村町が群馬郡群南村の一部（大字板井）を編入。
  - 11月1日 - 境町が新田郡世良田村の一部（大字上矢島・西今井・三ッ木・女塚・米岡・平塚・境）を編入。
- 昭和35年（1960年）4月1日 - 玉村町の一部（大字山王・西善・中内・東善）が前橋市に編入。
- 昭和61年（1986年）10月1日 - 赤堀村が町制施行して赤堀町となる。（3町1村）
- 平成17年（2005年）1月1日 - 赤堀町・境町・東村が伊勢崎市と合併し、改めて伊勢崎市が発足、郡より離脱。（1町）

### 変遷表
| 明治22年4月1日 | 明治22年4月1日  | 明治29年4月1日            | 明治29年 - 大正15年 | 昭和1年 - 昭和19年       | 昭和20年 - 昭和29年 | 昭和20年 - 昭和29年 | 昭和30年 - 昭和35年              | 昭和30年 - 昭和35年                                                                                                 | 昭和35年 - 昭和64年         | 平成1年 - 現在          | 平成1年 - 現在          | 現在     |
| -------------- | --------------- | ------------------------- | ------------------- | ------------------------ | ------------------- | ------------------- | -------------------------------- | --- | --------------------------- | ----------------------- | ----------------------- | -------- |
| 新田郡         | 新田郡 世良田村 | 新田郡 世良田村           | 新田郡 世良田村     | 新田郡 世良田村          | 世良田村            | 世良田村            | 昭和32年11月1日 尾島町に一部編入 | 昭和32年11月1日 尾島町に一部編入                                                                                    | 新田郡 尾島町               | 平成17年3月28日 太田市  | 平成17年3月28日 太田市  | 太田市   |
| 新田郡         | 新田郡 世良田村 | 新田郡 世良田村           | 新田郡 世良田村     | 新田郡 世良田村          | 世良田村            | 世良田村            | 昭和32年11月1日 境町に一部編入   | 昭和32年11月1日 境町に一部編入                                                                                      | 境町                        | 平成13年1月1日 伊勢崎市 | 平成13年1月1日 伊勢崎市 | 伊勢崎市 |
| 佐位郡         | 境町            | 明治29年4月1日 佐波郡発足 | 境町                | 境町                     | 境町                | 境町                | 昭和30年4月1日 境町              | 昭和30年4月1日 境町                                                                                                 | 境町                        | 平成13年1月1日 伊勢崎市 | 平成13年1月1日 伊勢崎市 | 伊勢崎市 |
| 佐位郡         | 采女村          | 明治29年4月1日 佐波郡発足 | 采女村              | 采女村                   | 采女村              | 采女村              | 昭和30年4月1日 境町              | 昭和30年4月1日 境町                                                                                                 | 境町                        | 平成13年1月1日 伊勢崎市 | 平成13年1月1日 伊勢崎市 | 伊勢崎市 |
| 佐位郡         | 剛志村          | 明治29年4月1日 佐波郡発足 | 剛志村              | 剛志村                   | 剛志村              | 剛志村              | 昭和30年4月1日 境町              | 昭和30年4月1日 境町                                                                                                 | 境町                        | 平成13年1月1日 伊勢崎市 | 平成13年1月1日 伊勢崎市 | 伊勢崎市 |
| 佐位郡         | 島村            | 明治29年4月1日 佐波郡発足 | 島村                | 島村                     | 島村                | 島村                | 昭和30年4月1日 境町              | 昭和30年4月1日 境町                                                                                                 | 境町                        | 平成13年1月1日 伊勢崎市 | 平成13年1月1日 伊勢崎市 | 伊勢崎市 |
| 佐位郡         | 赤堀村          | 明治29年4月1日 佐波郡発足 | 赤堀村              | 赤堀村                   | 赤堀村              | 赤堀村              | 赤堀村                           | 赤堀村 | 昭和61年10月1日 町制        | 平成13年1月1日 伊勢崎市 | 平成13年1月1日 伊勢崎市 | 伊勢崎市 |
| 佐位郡         | 東村            | 明治29年4月1日 佐波郡発足 | 東村                | 東村                     | 東村                | 東村                | 東村                             | 東村 | 東村                        | 平成13年1月1日 伊勢崎市 | 平成13年1月1日 伊勢崎市 | 伊勢崎市 |
| 佐位郡         | 伊勢崎町        | 明治29年4月1日 佐波郡発足 | 伊勢崎町            | 昭和15年9月13日 伊勢崎市 | 伊勢崎市            | 伊勢崎市            | 伊勢崎市                         | 伊勢崎市 | 伊勢崎市                    | 平成13年1月1日 伊勢崎市 | 平成13年1月1日 伊勢崎市 | 伊勢崎市 |
| 佐位郡         | 茂呂村          | 明治29年4月1日 佐波郡発足 | 茂呂村              | 昭和15年9月13日 伊勢崎市 | 伊勢崎市            | 伊勢崎市            | 伊勢崎市                         | 伊勢崎市 | 伊勢崎市                    | 平成13年1月1日 伊勢崎市 | 平成13年1月1日 伊勢崎市 | 伊勢崎市 |
| 佐位郡         | 殖蓮村          | 明治29年4月1日 佐波郡発足 | 殖蓮東村            | 昭和15年9月13日 伊勢崎市 | 伊勢崎市            | 伊勢崎市            | 伊勢崎市                         | 伊勢崎市 | 伊勢崎市                    | 平成13年1月1日 伊勢崎市 | 平成13年1月1日 伊勢崎市 | 伊勢崎市 |
| 佐位郡         | 三郷村          | 明治29年4月1日 佐波郡発足 | 三郷村              | 三郷村                   | 三郷村              | 三郷村              | 昭和30年1月10日 伊勢崎市に編入   | 昭和30年1月10日 伊勢崎市に編入                                                                                      | 伊勢崎市                    | 平成13年1月1日 伊勢崎市 | 平成13年1月1日 伊勢崎市 | 伊勢崎市 |
| 那波郡         | 豊受村          | 明治29年4月1日 佐波郡発足 | 豊受村              | 豊受村                   | 豊受村              | 豊受村              | 昭和30年1月10日 伊勢崎市に編入   | 昭和30年1月10日 伊勢崎市に編入                                                                                      | 伊勢崎市                    | 平成13年1月1日 伊勢崎市 | 平成13年1月1日 伊勢崎市 | 伊勢崎市 |
| 那波郡         | 名和村          | 明治29年4月1日 佐波郡発足 | 名和村              | 名和村                   | 名和村              | 名和村              | 昭和30年1月10日 伊勢崎市に編入   | 昭和30年1月10日 伊勢崎市に編入                                                                                      | 伊勢崎市                    | 平成13年1月1日 伊勢崎市 | 平成13年1月1日 伊勢崎市 | 伊勢崎市 |
| 那波郡         | 宮郷村          | 明治29年4月1日 佐波郡発足 | 宮郷村              | 宮郷村                   | 宮郷村              | 宮郷村              | 昭和30年1月10日 伊勢崎市に編入   | 昭和30年1月10日 伊勢崎市に編入                                                                                      | 伊勢崎市                    | 平成13年1月1日 伊勢崎市 | 平成13年1月1日 伊勢崎市 | 伊勢崎市 |
| 那波郡         | 上陽村          | 明治29年4月1日 佐波郡発足 | 上陽村              | 上陽村                   | 上陽村              | 上陽村              | 上陽村                           | 昭和32年8月1日 玉村町                                                                                               | 玉村町                      | 玉村町                  | 玉村町                  | 玉村町   |
| 那波郡         | 玉村町          | 明治29年4月1日 佐波郡発足 | 玉村町              | 玉村町                   | 玉村町              | 玉村町              | 昭和30年4月10日 玉村町           | 昭和32年8月1日 玉村町                                                                                               | 玉村町                      | 玉村町                  | 玉村町                  | 玉村町   |
| 那波郡         | 芝根村          | 明治29年4月1日 佐波郡発足 | 芝根村              | 芝根村                   | 芝根村              | 芝根村              | 昭和30年4月10日 玉村町           | 昭和32年8月1日 玉村町                                                                                               | 玉村町                      | 玉村町                  | 玉村町                  | 玉村町   |
| 西群馬郡       | 滝川村          | 明治29年4月1日 群馬郡発足 | 群馬郡 滝川村       | 群馬郡 滝川村            | 群馬郡 滝川村       | 群馬郡 滝川村       | 昭和31年9月30日 群南村           | 昭和32年8月1日 旧滝川村の一部（宇貫と八幡原の一部）玉村町と合併 昭和32年10月15日 旧滝川村の一部（板井）玉村町へ編入 | 玉村町                      | 玉村町                  | 玉村町                  | 玉村町   |
| 西群馬郡       | 滝川村          | 明治29年4月1日 群馬郡発足 | 群馬郡 滝川村       | 群馬郡 滝川村            | 群馬郡 滝川村       | 群馬郡 滝川村       | 昭和31年9月30日 群南村           | 群馬郡 群南村 | 昭和40年9月1日 高崎市へ編入 | 高崎市                  | 高崎市                  | 高崎市   |
| 西群馬郡       | 京ヶ島村        | 明治29年4月1日 群馬郡発足 | 群馬郡 京ヶ島村     | 群馬郡 京ヶ島村          | 群馬郡 京ヶ島村     | 群馬郡 京ヶ島村     | 昭和31年9月30日 群南村           | 群馬郡 群南村 | 昭和40年9月1日 高崎市へ編入 | 高崎市                  | 高崎市                  | 高崎市   |

## 行政
歴代郡長
| 代 | 氏名 | 就任年月日               | 退任年月日                | 備考                   |
| -- | ---- | ------------------------ | ------------------------- | ---------------------- |
| 1  |      | 明治29年（1896年）4月1日 |                           |                        |
|    |      |                          | 大正15年（1926年）6月30日 | 郡役所廃止により、廃官 |